# Anton Kuh
Anton Kuh (írói álneve: Yorick) (Bécs, 1890. július 12. – New York, 1941. január 18.) osztrák származású újságíró, elbeszélő, esszéíró.

## Élete
Az író élt Bécsben, Prágában, majd 1933-ig Berlinben. 1938-ban az Amerikai Egyesült Államokba menekült.

## Életműve
Kitűnő rövidebb lélegzetű prózai műveiről vált ismertté. Szatirikus-kritikus hangú glosszái és kommentárjai kortörténeti forrásnak számítanak. Az 1960-as években fedezték fel újra.

## Művei, esszék,  kisprózai alkotások
- Juden und Deutsche, 1921
- Von Goethe abwärts, 1922
- Der Affe Zarathustras, 1925 (vitairat K. Kraus ellen)
- Der unsterbliche Österreicher, 1930
- Nebbich im Glück, 1987